# Raymond Briggs
Raymond Briggs (n. 18 ianuarie 1934, Greater London, Anglia, Regatul Unit – d. 9 august 2022, Brighton, Anglia, Regatul Unit) a fost un grafician englez, caricaturist, ilustrator de romane și autor care a obținut un succes critic și popular printre adulți și copii. El este cel mai bine cunoscut pentru povestea sa Snowman, care este prezentată de Crăciun la televizor sub formă de desene animate și pe scena de teatru ca un musical.